# جودي فونغ بيتس
جودي فونغ بيتس (بالإنجليزية: Judy Fong Bates)‏ (22 ديسمبر 1949، كيانبينغ في الصين)؛ كاتِبة مُتخصِّصة في أدب الأطفال وروائية كندية. درست في جامعة تورنتو.